# ازبری آلاباما
ازبری آلاباما (به انگلیسی: Asbury) یک منطقهٔ مسکونی در ایالات متحده آمریکا است که در شهرستان مارشال، آلاباما واقع شده‌است. ازبری آلاباما ۳۳۷ متر بالاتر از سطح دریا واقع شده‌است.